# Draconarius subtitanus
Draconarius subtitanus är en spindelart som först beskrevs av Hu 1992.  Draconarius subtitanus ingår i släktet Draconarius och familjen mörkerspindlar. Inga underarter finns listade i Catalogue of Life.